# Joan Cortiella Gasulla
Joan Cortiella Gasulla (Castellar del Vallès, 29 de desembre de 1928), conegut popularment com a Curti, fou un porter de futbol i entrenador del Castellar Club de futbol, la UE Castellar i el CD Tolrà.

## Biografia
Joan Cortiella Gasulla, inicia la seva trajectòria en el món del futbol català tot just després de la Guerra civil espanyola, quan comença a jugar en l'equip infantil de l'Acció Catòlica del Castellar CF. Dos anys més tard passa al juvenil i a causa del servei militar, el seu debut amb el primer equip es fa pregar. Com molts castellerencs, Cortiella va desenvolupar part de la seva vida laboral a la fabrica Tolrà, el que el va portar a fitxar pel CD Tolrà, equip de futbol creat per la mateixa empresa.
L'any 1953, el CD Tolrà i l'antic club de Cortiella, el Castellar CF, es fusionen i neix la UE Castellar sent Curti un dels membres de la plantilla on hi jugà fins a l'any 1964. Un cop retirat, Curti comença la seva tasca com a entrenador, primer de l'infantil, i després de l'aleví, equip que crea ell mateix. Aquesta tasca és combinada amb la seva aparició amb l'equip de veterans de la UE Castellar, a part de ser membre de la Junta directiva.
La Federació Catalana de Futbol el va distingir amb la medalla d'argent al mèrit esportiu i és soci d'honor de la UE Castellar. En l'actualitat, anualment se celebra un torneig de futbol base amb el seu nom a Castellar.